# Etgar
Etgar, karantanski knez. 
Kot naslednik kneza Stojmirja je zadnji v zaporedju štirih slabo poznanih karantanskih knezov iz časa med leti 896 in 828, o katerih se nam je neposredno ohranilo le njihovo ime. Ime Etgar je sicer anglosaškega izvora. Na splošno rečeno so knezi Pribislav, Semik, Stojmir in Etgar vladali v času, ko so bili v tej deželi mejni grofje Goteram, Werinhar, Albrik, Got(a)frid in Gerold. Vladavina Etgarja se je vsaj delno prekrivala z oblastjo zadnjega v povezavi s karantanskimi knezi omenjenega mejnega grofa Gerolda; saj je slednji tak položaj zavzemal približno med leti 811 in 828.

## Upor Karantancev in konec Etgarjeve vladavine
Zelo verjetno je prav v njegovem času prišlo do upora Ljudevita Posavskega, ki se mu je najkasneje leta 820 pridružil tudi del Karantancev, a so bili še tega leta poraženi in ponovno podvrženi frankovski oblasti. Čeprav  v nekdanji Ljudevitovi kneževini Bolgari  še leta 827 odstavljajo domače kneze, in čeprav je dokončna frankovska upravna reforma, ki je pometla z domačimi knezi na omočju Panonije in Vzhodnih Alp, bila izvedena šele leta 828 predvsem zaradi bolgarske nevarnosti, med zgodovinarji prevladuje mnenje, da so Karantanci svoje kneze in notranjo samostojnost zgubili okrog leta 820, in da je prav tedaj tuji grof Helmwin zamenjal odstavljenega kneza Etgarja. Na to sklepajo predvsem iz dveh posrednih dokazov. Kot prvo se po Ljudevitovem uporu Karantanci, Karniolci in Avari kot (notranje) samostojni narodi ne omenjajo več, kot drugo pa  se v sami Karantaniji že leta 822 pojavi prvi zabeleženi frankovski fevd. Tedaj je neki Bavarec z imenom Matheri Brižinskemu samostanu podaril posest med Trušnjami (Trixen) in Grebinjem (Griffen). Pojavljajo se mnenja, da darovanje Bavarca Matherija še ne predstavlja padca rodovne kneževine, ampak pomeni šele pripravljanje terena za kasnejšo uvedbo grofovske uprave.  Kakorkoli že- začetek Helmwinove grofovske uprave in dokončno ukinitev domače kneževine lahko postavimo vsaj nekam v čas med leti 820 in 828. Zgodovinar Šavli Jožko pa je na osnovi tekstovne interpretacije zgodovinskih virov o menjavi karantanskih oblastnikov postavil kontroverzno trditev, da najstarejši zapisi omenjajo le nastop vojvod bavarskega rodu (duces Bagoarii), ne pa že vojvod, ki so vladali Bavarcem (duces Bagoariorum), med tem ko delo Excerptum de Karentanis Helmwina in naslednike omenja kot vojvode Karantanije (duces Carentanorum)- po njegovem gre le za Bavarce, ki so se na osnovi družinskih povezav s karantanskimi knezi oziroma vojvodi po dogodkih z Ljudevitom dokopali do karantanskega vojvodsko-knežjega prestola.

## Zunanji viri
- Herwig Wolfram (1991). Karantanija med vzhodom in zahodom: Obri, Bavarci in Langobardi v 8. In 9. stoletju. Iz: Zgodovinski časopis 41 (1991), 2, strani 177-187.
- Kos Milko (1934). Conversio Bagoariorum et Carantanorum Arhivirano 2005-05-28 na Wayback Machine.. Razprave znanstvenega društva v Ljubljani 11, Historični odsek 3.